# Aspiran
Aspiran es una comuna francesa situada en el departamento de Hérault, en la región de Occitania.

## Demografía
| 1158 | 1194 | 1023 | 1031 | 1072 | 1167 | 1682 |
| Para los censos de 1962 a 1999 la población legal corresponde a la población sin duplicidades (Fuente: INSEE [Consultar]) |      |      |      |      |      |      |